# خلبوداروفکا، ناحیه کوگارچینسکی، جمهوری باشقورتوستان
خلبوداروفکا، ناحیه کوگارچینسکی، جمهوری باشقورتوستان (انگلیسی: Khlebodarovka, Kugarchinsky District, Republic of Bashkortostan) یک شهرک در شهرستان کوگارچینسکی جمهوری باشقیرستان در کشور روسیه است.